# Всесвітня виставка 1876

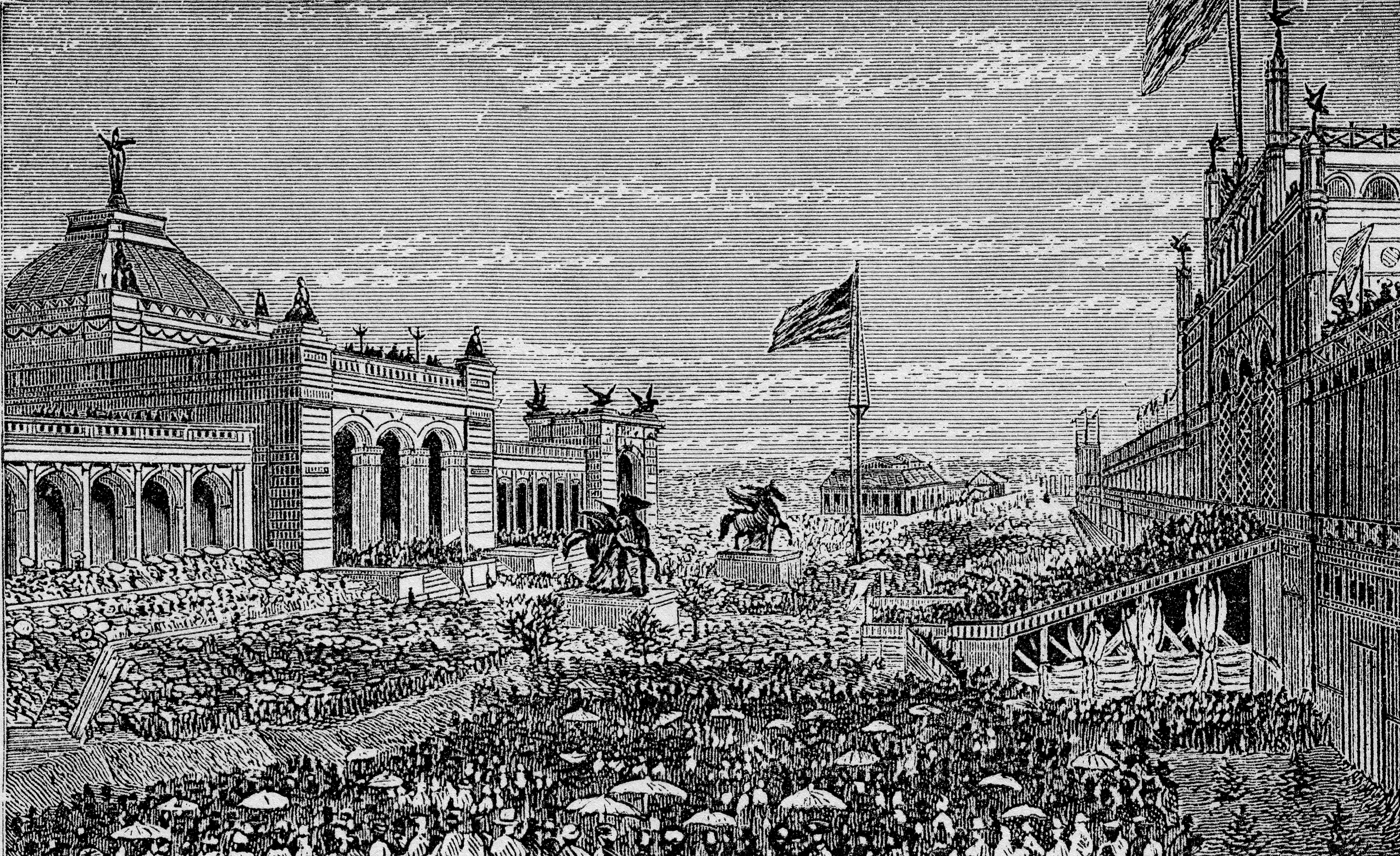
Відкриття

«Міжнародна виставка мистецтв, промислових виробів і продуктів ґрунтів і шахт» (англ. International Exhibition of Arts, Manufactures and Products of the Soil and Mine) — всесвітня виставка, що проходила з 10 травня по 10 листопада 1876 у Філадельфії, США. Уперше проводилася поза межами Європи.

## Історія
Проведення виставки збіглося зі святкуванням сторіччя прийняття Декларації незалежності США. Відкривали виставку президент Улісс Грант і бразильський імператор Педру II.
На ній публіці вперше продемонстрували смолоскип незавершеної статуї Свободи, телефон Александера Белла та друкарську машинку «Ремінгтон 1».
Виставку відвідало майже 10 млн осіб. По закінченні заходу головний виставковий зал передали у розпорядження новозаснованого міського художнього музею.
Серед учасників від Російської імперії був жанровий живописець Олексій Наумов з власними картинами.